# Sander Denneman
Sander Denneman is een Nederlandse podcastmaker. De wetenschapspodcast Makkelijk Praten, die hij samen maakte met Adriaan ter Braack werd in 2019 genomineerd voor de Dutch Podcast Awards. Hij werk bij BNR Nieuwsradio als producent.

## Studie en carrière
Denneman studeerde rechten aan de Universiteit Utrecht. Hij was er actief in het studentencabaret. Na zijn studie ging Denneman aan de slag als economisch strafpleiter bij Simmons & Simmons aan de Amsterdamse Zuidas. Hij werkte korte tijd als communicatieadviseur bij het toonaangevende Hill+Knowlton Strategies. Tegelijkertijd voltooide hij de dj-opleiding van Qmusic (Nederland) en begon hij met het maken van podcasts.
Samen met journalist Adriaan ter Braack maakt hij de podcast Makkelijk Praten, die werd genomineerd voor de Dutch Podcast Awards. Voor BNR Nieuwsradio maakte het tweetal vervolgens De Komkommershow. Voor dezelfde zender produceert Denneman de opiniepodcast Beste Stuurlui.

## Trivia
Denneman was een huisgenoot van politicoloog en journalist Willem van Ewijk.